# Leo Lähteenmäki
Leo Ludvig Lähteenmäki, född 8 juni 1907 i Tammerfors, död 16 oktober 1982 i Helsingfors, var en finländsk skådespelare.
Lähteenmäki var son till koppararbetaren Vilhelm Lähteenmäki. Han aktiverades i gymnastik och verkade som dansare vid arbetarteatern i Tammerfors. Från 1925 verkade Lähteenmäki som skådespelare vid diverse teatrar i såväl hemstaden som Helsingfors och 1958 tilldelades han Pro Finlandia-medaljen. Åren 1928–1965 medverkade Lähteenmäki i närmare fyrtio filmer och under krigsåren stred han vid fronten. Vid tiden verkade han även i filmer tillsammans med sin gode vän Veikko Uusimäki.